# Joseph Hooton Taylor
Joseph Hooton Taylor, Jr. (Philadelphia, Pennsylvania, 1941. március 29. –) amerikai asztrofizikus. 1993-ban fizikai Nobel-díjat kapott.

## Élete
Philadelphiában született. Apja Joseph Hooton Taylor, Sr., anyja Sylvia Evans Taylor. Joseph Jr. a New Jersey államban található Cinnaminson Townshipben nőtt fel. Az iskolában nagyon jó volt matematikából. Különösen nagy érdeklődést mutatott fel a csillagászat terén. Később a Harvard Egyetemen tanult.

## Tanulmányai
- Haverford Főiskola
- Harvard Egyetem

## Munkahelyei
- Princetoni Egyetem
- Massachusettsi Egyetem (Amherst)
- Five College Radio Astronomy Observatory

## Díjak, kitüntetések
- Henry Draper-érem (1985)
- John J. Carty-díj (1991)
- Fizikai Wolf-díj (1992)
- Fizikai Nobel-díj (1993)

## Amatőr rádiózás
Joe Taylor először tinédzserként szerezte meg rádióamatőr engedélyét, ami a rádiócsillagászat területére vezette. Taylor jól ismert a gyenge jelű rádióamatőr kommunikáció területén. Az FCC a K1JT hívójelet rendelte hozzá. Korábban a K2ITP, WA1LXQ, W1HFV és VK2BJX hívójeleket is használta (ez utóbbi Ausztráliában).
Rádióamatőr eredményei közé tartozik, hogy 2010 áprilisában expedíciót szervezett az Arecibo Rádióteleszkóp segítségével, mellyel amatőrökkel EME összeköttetéseket végeztek szerte a világon, hang, morzekód és digitális üzemmódok segítségével.
Joe Taylor nevéhez fűződik az FT4/FT8 és a WSPR üzemmódok kifejlesztése, valamint részt vett ezen üzemmódok megvalósítására alkalmas szoftverek fejlesztésében is. Ezek a módok fejlett jelfeldolgozási technikákat alkalmaznak a zajszint alatti gyenge jelek értelmezésére, lehetővé téve a rádiósok számára, hogy olyan kapcsolatokat hozzanak létre, amelyek a hagyományos hang- vagy morze kód-átvitelekkel lehetetlenek lettek volna. A digitális módok feltalálása előtt a távolsági kapcsolatok létrehozására nagy teljesítményre és nagy antennákra volt szükség. Taylor újításai megváltoztatták ezt. Manapság már a minimális felépítésű készülékekkel is – mint például az alacsony teljesítményű adóvevők és a kis antennák – világszerte tudnak DX kapcsolatokat teremteni.